# Howard Benson
Howard Benson (Havertown, Pennsylvania, 1956) es un productor musical dos veces nominado al premio Grammy, además de ingeniero aeroespacial.
Benson se educó en la Lower Merion High School hasta su graduación en 1974. Luego asistió a la Drexel university, donde en 1980 se recibió de ingeniería en materiales. Luego trabajó como ingeniero mecánico e ingeniero químico hasta 1984.

## Álbumes producidos
- Apocalyptica - 7th Symphony  (2010) (Solo en las canciones Not Strong Enough y Broken Pieces)
- Apocalyptica - Worlds Collide (2007) (Solo en el single I Don't Care)
- Adema - Unstable (2003)
- AM Radio - Radioactive (2003)
- Bang Tango - Psycho Café (1989)
- Blindside - Silence (2002); About a Burning Fire (2004)
- Body Count - Violent Demise: The Last Days (1997)
- Cold - Year of the Spider (2003)
- Crazy Town - Darkhorse (2002)
- Creed (band) - Full Circle (2009)
- Daughtry - Daughtry (2006)
- Daughtry - Leave This Town (2009)
- Dead By Sunrise - Out of Ashes (2009)
- Depswa - Two Angels and a Dream (2003)
- Dislocated Styles - Pin The Tail On The Honky (2001)
- The Ernies - Meson Ray (1999) (Who wrote the song "Mr. Benson and the Meson Ray" about him)
- Far Too Jones- Shame and Her Sister (2000)
- Flyleaf - Flyleaf (2005) Memento Mori (2009)
- Gavin DeGraw - Gavin DeGraw (2008)
- Grinspoon - Thrills, Kills & Sunday Pills (2004)
- Hawthorne Heights - [TBD] (2009)
- Head Automatica - Popaganda (2006)
- Hoobastank - The Reason (2003); Every Man for Himself (2006); For(N)ever (2009)
- In Flames - Battles (2016)
- Issues - Beautiful Oblivion (2019)
- Kelly Clarkson - All I Ever Wanted (2009)
- Kilgore Smudge - Blue Collar Solitude (1995)
- Less Than Jake - Hello Rockview (1998); In With the Out Crowd (2006)
- Lucky Boys Confusion - Throwing The Game (2001)
- Mae - Singularity (2007)
- Meg & Dia - Here, Here and Here (2009)
- Masi - Downtown Dreamers (1988)
- Meriwether - Sons of Our Fathers (2008)
- Motörhead - Bastards (1993); Sacrifice (1995); Overnight Sensation (1996); Snake Bite Love (1998)
- My Chemical Romance - Three Cheers For Sweet Revenge (2004);
- Of Mice & Men - Defy (2018)
- Papa Roach - Getting Away With Murder (2004); The Paramour Sessions (2006)
- PAX217 - Twoseventeen (2000)
- P.O.D. - The Fundamental Elements of Southtown (1999);Satellite (2001); Payable on Death (2003); Murdered Love (2012)
- Pretty Boy Floyd - Leather Boyz with Electric Toyz (1989)
- The Red Jumpsuit Apparatus - Lonely Road (2008)
- Reveille - Bleed The Sky (2001)
- Relient K - Five Score and Seven Years Ago (2007)
- Saosin - Saosin (2006)
- Seether - Finding Beauty in Negative Spaces (2007)
- Sepultura - Against (1998)
- Single File - Common Struggles (2009)
- Slammin' Watusis- Kings of Noise Epic Records EK44488 (1989)
- Sound The Alarm - Stay Inside (2007)
- Skillet - Awake (2009)
- Skindred - Babylon (2002)
- Switched - Subject to Change (2002)
- Theory of a Deadman - Gasoline (2005), Scars & Souvenirs (2008)
- The All-American Rejects - Move Along (2005)
- The Buzzhorn - Disconnected (2002)
- The Ernies - Meson Ray (1999)
- The Starting Line - Based on a True Story (2005);Direction (2007)
- Third Day - Revelation (2008)
- Three Days Grace - One-X (2006)
- Three Days Grace -""Life Starts Now"" "(2009)"
- Tuff - What Comes Around Goes Around (1991)
- Vendetta Red - Sisters of the Red Death (2005)
- Zebrahead - Waste of Mind (1998); Playmate of the Year (2000); Phoenix (álbum de Zebrahead) (2008)